# LRC格式
LRC（的缩写）是一種電腦檔案格式，可讓歌詞與音頻檔案（如 MP3、Vorbis 或 MIDI）同步。在现代的计算机播放器或數位音頻播放器播放歌曲时，会从对应的LRC文件中讀取歌词並在適當的時機顯示。LRC格式是一種文字格式，與電視和電影的字幕檔很相似。

## 格式

### 简易格式
「简易LRC格式」首先在郭祥祥先生（Djohan）的歌词播放器裡採用。它是早期試圖模擬卡啦OK的程序。
LRC的时间标籤的格式为[mm:ss.xx]其中mm为分钟数、ss为秒数、xx为百分之一秒。
一般示例：
```
[mm:ss.xx] 第一行歌词
[mm:ss.xx] 第二行歌词
...
[mm:ss.xx] 最后一行歌词
```

ID标签在歌词前可能出现，不過一些播放器可能會忽略它们。
```
[al:本歌所在的唱片集]
[ar:演出者-歌手]
[au:歌詞作者-作曲家]
[by:此LRC文件的创建者]
[offset:+/- 以毫秒为单位加快或延後歌詞的播放] 
[re:创建此LRC文件的播放器或编辑器]
[ti:歌词(歌曲)的标题]
[ve:程序的版本]
```

ID标签示例：
```
[ti:Let's Twist Again]
[ar:Chubby Checker oppure  Beatles, The]
[au:Written by Kal Mann / Dave Appell, 1961]
[al:Hits Of The 60's - Vol. 2 – Oldies]

[00:12.00]Naku Penda Piya-Naku Taka Piya-Mpenziwe
[00:15.30]Some more lyrics ...
...
```

### 简单格式的擴展
這個功能仅在Walasoft的Walaoke（一個卡啦OK媒體播放器）上可用。这个功能可以使用以下標籤設定歌詞的性别：M: 男性, F: 女性, D: 合唱。
例如：
```
[00:12.00]第一行歌词
[00:17.20]F: 第二行歌词
[00:21.10]M: 第三行歌词
[00:24.00]第四行歌词
[00:28.25]D: 第五行歌词
[00:29.02]第六行歌词
```

假设男性为蓝色，女性为红色，合唱为粉色。第一行使用默认色（蓝色），因为没有找到标签。第二行歌词以红色开始，因为找到了F:。第三行歌词以蓝色开始，因为找到了M:。第四行歌词以蓝色开始，因为没有找到标签。第五行歌词以粉色开始，因为找到了D:。第六行歌词與第五行相同，為粉色，因为没有找到標籤。

### 增强格式
「增强LRC格式」是简单LRC格式的一個擴充，由A2 Media Player所开发。它增加了一个额外的时间標籤，格式为：<mm:ss.xx>.
增强LRC格式示例：
```
[mm:ss.xx] <mm:ss.xx> 第一行第一个词 <mm:ss.xx> 第一行第二个词 <mm:ss.xx> ... 第一行最后一个词 <mm:ss.xx>
[mm:ss.xx] <mm:ss.xx> 第二行第一个词 <mm:ss.xx> 第二行第二个词 <mm:ss.xx> ... 第二行最后一个词 <mm:ss.xx>
...
[mm:ss.xx] <mm:ss.xx> 最后一行第一个词 <mm:ss.xx> 最后一行第二个词 <mm:ss.xx> ...  最后一行最后一个词 <mm:ss.xx>
```

## 支持
目前大多数硬件和软件都支持LRC格式歌词:

### 硬件
- 魅族M3 Music Card和M6 Mini Player
- 创新科技Creative MuVo V100
- Archos 5，仅支持与歌曲文件名相同的LRC文件

### 软件
- AIMP（WebLyrics v0.2 Preview （页面存档备份，存于），MyClouds （页面存档备份，存于）插件支持）
- foobar2000（foo_uie_lyrics插件支持）
- K-Multimedia Player
- 迷你歌词
- StepMania[3]
- 千千靜聽
- QQ影音
- QQ音樂
- 百度音乐
- 网易云音乐
- 可道歌词
- MiniLyrics

## 引用
1. ↑  .   [2007-01-02]. （原始内容存档于2007-02-02）.
2. ↑  .   [2010-06-27]. （原始内容存档于2016-03-03）.
3. ↑  .   [2010-08-06]. （原始内容存档于2010-07-26）.